# 梁村镇 (怀集县)
梁村镇，是中华人民共和国广东省肇庆市怀集县下辖的一个乡镇级行政单位。

## 行政区划
梁村镇下辖以下地区：
梁村社区、石矮村、花石村、永红村、洊水村、梁村、民田村、百德村、加德村、大连村、镇武村、永攸村、光明村、沙宁村、沙田村、湘田村、栏马村和镇兴村。